# 6.ª Divisão de Infantaria (Alemanha)
A 6ª Divisão de Infantaria (em alemão: 6. Infanterie-Division) foi uma unidade da Alemanha durante a Segunda Guerra Mundial, apelidada de Westfälische Division (Divisão Vestefália), foi criada em outubro de 1934, em Bielefeld. A divisão foi destruída na Frente Oriental no mês de junho de 1944 e dispensada formalmente no dia 18 de julho de 1944. As partes restantes da divisão foram utilizadas para formar a 6. Grenadier-Division. Foi reorganizada e renomeada para 6. Volksgrenadier-Division no dia 9 de outubro de 1944, sendo destruída no rio Vístula no mês de janeiro de 1945. As partes restantes da 6. Volksgrenadier-Division  foram utilizadas para reformar a 6ª Divisão de Infantaria.

## Comandantes
| Comandante                                     | Data                                           |
| 6ª Divisão de Infantaria                       | 6ª Divisão de Infantaria                       |
| ---------------------------------------------- | ---------------------------------------------- |
| Generalleutnant Walter Kuntze                  | 15 de outubro de 1935 - 1 de março de 1938     |
| Generalleutnant Arnold Freiherr von Biegeleben | 1 de março de 1938 - 11 de outubro de 1940     |
| General der Infanterie Helge Auleb             | 11 de outubro de 1940 - 21 de janeiro de 1942  |
| General der Infanterie Horst Grossmann         | 21 de janeiro de 1942 - 16 de dezembro de 1943 |
| Generalleutnant Egon von Neindorff             | 16 de dezembro de 1943 - 12 de janeiro de 1944 |
| Generalmajor Alexander Conrady                 | 12 de janeiro de 1944 - 19 de janeiro de 1944  |
| Generalmajor Günther Klammt                    | 19 de janeiro de 1944 - 1 de maio de 1944      |
| Generalleutnant Walter Heyne                   | 1 de junho de 1944 - 30 de junho de 1944       |
| 6. Grenadier-Division                          |                                                |
| Generalleutnant Otto-Hermann Brücker           | 25 de julho de 1944 - 9 de outubro de 1944     |
| 6. Volksgrenadier-Division                     |                                                |
| Generalleutnant Otto-Hermann Brücker           | 9 de outubro de 1944 - janeiro de 1945         |
| 6ª Divisão de Infantaria                       |                                                |
| Generalleutnant Otto-Hermann Brücker           | 10 de março de 1945 - 4 de maio de 1945        |
| Generalmajor Friedrich-Wilhelm Liegmann        | 4 de maio de 1945 - 8 de maio de 1945          |

## Oficiais de Operações
| Oberstleutnant Siegfried von Waldenburg | 1 de setembro de 1939 - 5 de fevereiro de 1940  |
| Oberstleutnant Walter Reißinger         | 5 de fevereiro de 1940 - 17 de junho de 1940    |
| Major Heinz Pomtow                      | 17 de junho de 1940 - 7 de fevereiro de 1941    |
| Major Hans Laßmann                      | 7 de fevereiro de 1941 - 10 de setembro de 1941 |
| Oberstleutnant Friedrich-Wilhelm John   | 10 de setembro de 1941 - 20 de janeiro de 1943  |
| Oberstleutnant Hans Gerstung            | janeiro de 1943 - agosto de 1943                |
| Oberstleutnant Hans-Thilo Mittermüller  | agosto de 1943 - abril de 1944                  |
| Major Franz Steinhart-Hantken           | abril de 1944 - junho de 1944                   |
| 6. Grenadier-Division                   |                                                 |
| Major Johann Heitzmann                  | 25 de julho de 1944 - 9 de outubro de 1944      |
| 6. Volksgrenadier-Division              |                                                 |
| Oberstleutnant Johann Heitzmann         | 9 de outubro de 1944 - janeiro de 1945          |
| 6ª Divisão de Infantaria                |                                                 |
| Oberstleutnant Johann Heitzmann         | 10 de março de 1945 - maio de 1945              |

## Áreas de operações
| Alemanha                       | setembro de 1939 - maio de 1940    |
| França                         | maio de 1940 - junho de 1941       |
| Frente Oriental, setor central | junho de 1941 - junho de 1944      |
| Frente Oriental, setor sul     | julho de 1944 - outubro de 1944    |
| Frente Oriental, setor central | outubro de 1944 - dezembro de 1944 |
| Polônia                        | dezembro de 1944 - janeiro de 1945 |
| Frente Oriental, setor central | março de 1945 - maio de 1945       |

## História
Foi originalmente conhecida como Wehrgauleitung Bielefeld. Pouco tempo depois de a unidade ter sido criada, foi dado o nome de Infanterieführer VI. As unidades orgânicas regimental desta divisão foram formados pela expansão da 16.Infanterie-Regiment do 6.Division da Reichswehr.
Com o anúncio da criação da Wehrmacht em 15 de outubro de 1935, o nome de Infanterieführer VI foi abandonada e esta unidade se tornou oficialmente conhecida como 6.Infanterie-Division.
A primeira ação da 6.Infanterie Division foi em 1940 sob o comando do Generalmajor von Biegelben na França, onde ele ganhou uma reputação como um eficaz combate à frente da unidade.
Em junho de 1941 ele tomou parte na invasão da Rússia como parte de 9º Exército sob Heeresgruppe Mitte. A divisão participou em violentos combates na unidade de Moscou, mas conseguiu atravessar o rio Volga ao norte da capital russa, em finais de Novembro. Ela ficou exposta em uma posição durante o começo do inverno soviético, detendo cerca de 16 quilômetros de quando a média era de cerca de seis milhas contra um determinado assalto. Ainda assim, a 6ª deu apenas grudgingly terreno, que se deslocam de volta gradualmente, tanto infligindo pesadas baixas e sustentação. A divisão permaneceu com o Heeresgruppe Mitte para os próximos dois anos e meio.
Em 1942 ele lutou na defensiva batalhas sobre o setor central da Frente do Leste, enquanto nomeadamente, em março de 1943 participa na 9.Armee brilhante. Fez a partir do Rzhev uma manobra que libertou uma dúzia de divisões em condições precárias. Em julho de 1943, ao abrigo do Generalleutnant Horst Grossman (1943-44), foi envolvido na Batalha de Kursk como parte do XLVII Panzer Korps. A divisão mais tarde lutou fortemente na defensiva em batalhas no meio-Dniepre.
O 6. Infanterie Diision foi batido na ofensiva soviética do verão 1944, juntamente com a maior parte do restante Heeresgruppe Mitte. A maior parte da divisão foi cercada com XXXV Corpo de Exército e forçado a se render. Foi destruída em 6 de junho de 1944, e oficialmente dissolvida em 18 de julho de 1944. A divisão foi reformada em 25 de julho de 1944 em Sennelager como o 6.Grenadier Division.

## Organização

### pré-1939
- Infanterie-Regiment 18
- Infanterie-Regiment 37
- Infanterie-Regiment 58
- Artillerie-Regiment 6
- I./Artillerie-Regiment 42
- Beobachtung-Abteilung 6
- Panzer-Abwehr-Abteilung 6
- Pionier-Bataillon 6
- Nachrichten-Abteilung 6

### 1943
- Grenadier-Regiment 18
- Grenadier-Regiment 37
- Grenadier-Regiment 58
- Artillerie-Regiment 6
- I./Artillerie-Regiment 42
- Füsilier-Bataillon 6
- Panzerjäger-Abteilung 6
- Pionier-Bataillon 6
- Nachrichten-Abteilung 6

## Pontos notáveis
A 6ª Divisão de Infantaria foi uma das seis divisões do Heer que estava diretamente ligado a agentes específicos alemães, dando-lhes um título honorário regimental conhecido como "Chef". Este título honorário foi alheio a unidade real comando. Neste caso, a homenagem foi dada ao Gen.FM. Gerd von Rundstedt quando ele era ligado à Infanterie-Regiment 18, a 4 de novembro de 1938.